# Milam
Milam és una concentració de població designada pel cens dels Estats Units a l'estat de Texas. Segons el cens del 2000 tenia 1.329 habitants.

## Demografia
Segons el cens del 2000, Milam tenia 1.329 habitants, 608 habitatges, i 424 famílies. La densitat de població era de 15,6 habitants/km².
Dels 608 habitatges en un 17,6% hi vivien nens de menys de 18 anys, en un 61,8% hi vivien parelles casades, en un 4,9% dones solteres, i en un 30,1% no eren unitats familiars. En el 28% dels habitatges hi vivien persones soles el 16% de les quals corresponia a persones de 65 anys o més que vivien soles. El nombre mitjà de persones vivint en cada habitatge era de 2,19 i el nombre mitjà de persones que vivien en cada família era de 2,64.
Per edats la població es repartia de la següent manera: un 16,5% tenia menys de 18 anys, un 4,5% entre 18 i 24, un 17,4% entre 25 i 44, un 33,3% de 45 a 60 i un 28,4% 65 anys o més.
L'edat mediana era de 54 anys. Per cada 100 dones de 18 o més anys hi havia 99,6 homes.
La renda mediana per habitatge era de 32.717 $ i la renda mediana per família de 38.077 $. Els homes tenien una renda mediana de 27.159 $ mentre que les dones 26.397 $. La renda per capita de la població era de 20.155 $. Aproximadament el 6,4% de les famílies i el 10,8% de la població estaven per davall del llindar de pobresa.

## Poblacions més properes
El següent diagrama mostra les poblacions més properes.